# Дискада
Дискада (исп. discada) — смешанное мясное блюдо, популярное в северо-мексиканской кухне. В состав блюда входит смесь жареного мяса, приготовленная на дисковой бороне сельскохозяйственного плуга, отсюда и его название. Основные виды мяса для традиционного дискада включают говядину (обычно фланк-стейк), бекон, ветчину, колбасу и мексиканскую чоризо. Диск помещается над открытым пламенем, и ингредиенты вводятся по одному. Мясо приправляют и маринуют в соответствии с предпочтениями повара и обычно включают соль, перец, сок лайма и чеснок. Ароматные продукты, включая белый или фиолетовый лук, сладкий перец, перец халапеньо или серрано, оливки и помидоры также используются для придания блюду аромата и цвета. Обычно его подают с лепешками в тако или отдельно на тарелке.

## Диск
Диск для приготовления мяса — это обычно дисковая борона, сделанная из железа или стали. Он круглый, широкий, наклонен к более глубокому центру, но не такой глубокий, как китайский вок. Это обеспечивает большую площадь поверхности для равномерного распределения тепла. Исходная форма вогнутого диска не меняется, однако диск может иметь ручки или приваренный к нему штатив для облегчения доступа.

## Процесс
Как только на диске будет достигнут идеальный жар для жарки (обычно лучше всего на среднем или слабом огне), первым делом загружается бекон. Он расположен в центре вогнутого диска, где сосредоточено тепло. Натуральный жир из бекона предотвратит прилипание мяса. Пиво или темная кола добавляется для создания «бульона» для тушения мяса, который также действует как антипригарный агент. После приготовления бекон кладут на сторону диска вдали от источников прямого нагрева, а колбасу помещают в оставшийся бульон. Когда каждый кусок мяса снимается с прямого нагрева, натуральные соки мяса и пиво или кола создают бульон для следующего куска мяса. После приготовления колбаса также откладывается и добавляется ветчина. Ветчина откладывается, а затем добавляется чоризо. Наконец, в общий бульон добавляется говядина и приправы, выбранные поваром. Каждое мясо готовится от 10 до 15 минут. Во время приготовления говядина закрывается крышкой, чтобы сохранить ее натуральный аромат и сок. Затем крышка снимается, чтобы бульон выпарился и уменьшился в объёме. Теперь мясо можно комбинировать с говядиной и бульоном из разных видов мяса. Лук, перец и помидоры измельчаются и добавляются в смесь, придавая блюду цвет, а мясу — аромат. Блюдо можно подавать с традиционными мексиканскими гарнирами, такими как рис и фасоль. Его также подают с гуакамоле и сальсой. Также его можно сопровождать пивом.